# بطولة العالم لسباقات فورمولا 1 موسم 1992
بطولة العالم لسباقات الفورمولا واحد موسم 1992 عقدت في سنة 1992 م، وفاز بها نايجل مانسيل (بالإنجليزية: Nigel Mansell)‏ من فريق ويليامز إف ون (بالإنجليزية: Williams)‏ بسيارته الرينو. نايجل مانسيل الذي بدأ السباق في الخط رقم 14 حصل على أفضل توقيت في الجولة 8 من السباق في أسرع لفة له. هذا السائق في المجموع حصد 108 نقطة.

## الوصلات الخارجية
- الموقع الرسمي للفورمولا 1